# Hichiriki

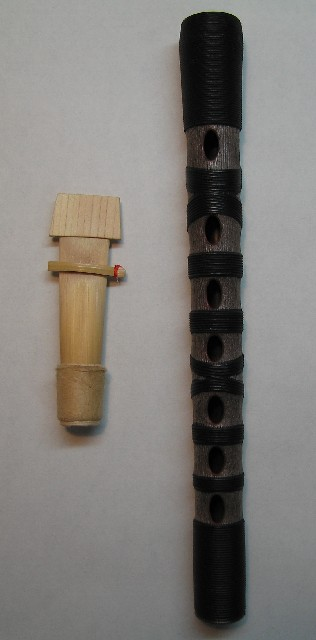
Hichiriki.

El hichiriki (篳篥?) es un pequeño oboe de doble lengüeta, de taladro cilíndrico hecho de bambú atado que cuenta con un sonido nasal e incisivo, muy penetrante, muy utilizado en Japón en la música gagaku, junto con el ryuteki, así como en todas los estilos de música y recitación poética. El hichiriki es difícil de tocar, debido en parte a su configuración de doble lengüeta. El tono y la ornamentación se controla en su mayor parte con la embocadura. El hichiriki es uno de los instrumentos "sagrados" y a menudo se oye en las bodas Shinto en Japón. Produce un sonido muy característico que se puede describir como "evocador e inquietante".
El hichiriki deriva del guan chino o bili, y también está relacionado con el piri coreano.
Algunos músicos notable no japoneses han aprendido a tocar el hichiriki como Alan Hovhaness, Joseph Celli, y Ralph Jones.